# Einarr Skúlason
Einarr Skúlason (* um 1090; † um 1165) war ein isländischer Skalde der ersten Hälfte des 12. Jahrhunderts mit klerikalem Hintergrund. Einarrs Dichtung gilt als die bedeutendste des Jahrhunderts isländischer Herkunft. Als einer der letzten Preisdichter ist sein Werk durch seine Stellungen an den Höfen norwegischer Könige und den dort komponierten Preisliedern (Fürstenpreis) geprägt.
Über seine Biographie ist wenig bekannt und nur durch seine eigenen Angaben in seinen Werken ist Näheres darüber erfahrbar, ein Typikum für das Island des 12. Jahrhunderts. Einarr wird in einem Priesterverzeichnis von 1220 für das Jahr 1143 genannt. In dieser Liste wurden Priester des Westteils Islands gelistet, die edler Herkunft waren, also Abkömmlinge prominenter Familien waren in der historischen Retrospektive und isländischen Gesellschaftsrealität. Für das Jahr 1152 oder 1153 ist belegt, dass Einarr bei einer feierlichen Versammlung in der Christuskirche von Trondheim sein Werk Geisli (eine Preisung des Kirchenheiligen Olaf) vorgetragen hat. Möglicherweise stammte er aus Borg und aus der dort ansässigen Großfamilie der Mýrar, was ihn zu einem Nachfahren von Þorsteinn Egilsson machen würde, einem Bruder von Snorri Sturlusons Großvater mütterlicherseits. 
Im jungen Erwachsenenalter war er zunächst hoher Beamter (stallari) am Hof des Königs Eysteinn Magnússon (1088–1123). Dort dichtete er für Eysteinn Preislieder sowie für die Könige Sigurðr jórsalafari (1090–1130), Haraldr gilli (1103–1136), Magnús inn blindi Sigurðarson („der Blinde“), Eysteinn Haraldsson und Inge Krogrygg Haraldrs Söhne, Sigurðr munnr und für den Häuptling Grégóríus Dagsson († 1161). Snorri erwähnt in seiner Skáldatal, dass Einarr für den norwegischen Magnaten Eindriði ungi Jónsson ein Preislied gedichtet hat, ebenso für den schwedischen König Sørkvir Kolsson und für den schwedischen Jarl Jón Sørkvisson und für den dänischen König Sveinn Eiríksson.
Aufgrund der aus diesen Daten gewonnenen Rückschlüsse werden in der Forschung seine Geburt um das Jahr 1090 und sein Tod in die Jahre des sechsten oder spätestens Anfang des siebten Jahrzehnts des 12. Jahrhunderts datiert.

## Werke
- Sigurðardrápa I, II. Zwei Drápa für Sigurðr jórsalafari, die fragmentarisch in fünf Strophen und einer Strophe überliefert sind.
- Haraldsdrápa I, II. Für Haraldr gilli in zwei Strophen und fünf Strophen überliefert.
- Haraldssonakvæði. Eine Kvæði über Haraldrs Söhne in zwei Strophen.
- Geisli. Ein Preislied für den Heiligen Olaf in einundsiebzig Strophen.
- Runhenda. Eine Runhenda für Eysteinn Haraldsson in zehn Strophen.
- Eysteinsdrápa. Eine Drápa für Eysteinn in zwei erhaltenen Strophen.
- Ingadrápa. Für Inge Krogrygg in vier Strophen.
- Elfarvísur. In zwei überlieferten Strophen für Grégóríus Dagsson.
- Lausavísur. Einzelstrophen, die Einarr zugeschrieben werden oder von ihm stammen.
- Øxarflokkr. Zehn Strophen über das Geschenk einer Axt.